# Искусство для искусства
«Искусство для искусства» (фр. l'art pour l'art) — концепция, подчеркивающая автономную ценность искусства и рассматривающая озабоченность моралью, пользой, реализмом и дидактикой как не имеющую отношения и даже вредную для художественных качеств произведения.

## История
Во Франции фраза «искусства для искусства» впервые появилась в печати в 1833 году, однако раньше эту концепцию популяризировали мадам де Сталь в своем эссе «О Германии» (1813) и Виктор Кузен (1792—1867) в лекциях по философии в Сорбонне «Об истине, красоте и благе» (1816—1818; опубликованы в 1836). Главным литературным приверженцем стал Теофиль Готье, особенно в предисловии к своему роману «Мадемуазель де Мопен» (1835). Исследования «искусства для искусства», такие как работа Кассаня, концентрируются на литературном движении эпохи Второй Империи, которое включало Шарля Бодлера, Теофиля Готье, Эдмона и Жюля де Гонкур и поэтов-парнасцев. В Англии в первой трети 19 века появляется концепция свободного от политики искусства в творчестве художников-прерафаэлитов. Их творческие принципы сложились под влиянием Д. Рескина и писателя У. Суинберна. По их мнению, главной особенностью подлинного искусства является «живая вера», которая была в искусстве средних веков, но со временем была утрачена.
Применение термина по отношению к художественной критике и визуальным искусствам — тема не слишком разработанная, но данный термин, кажется, использовался достаточно широко по отношению стилистически противоположным мастерам. Слоан связывал его с Эдуардом Мане и его кругом: живопись Мане технически была новаторской, трактовка сюжетов — морально нейтральной; его защищал Эмиль Золя в L’Evenement в 1866 году: «Он не умеет петь или философствовать, но он знает, как нужно писать картины, — и этого достаточно». Художники-академисты 1840-х годов, включая Поля Бодри, Уильяма Бугро, Александра Кабанеля и Жана-Леона Жерома, вероятно, также разделяли идеи «искусства для искусства»: они противостояли реализму и культивировали «чистое искусство» и «стиль»; благодаря этому их поддерживал Готье.
В Англии фраза «искусство для искусства» появилась у Алджернона Суинбёрна в эссе «Уильям Блейк» (1868) и у Уолтера Патера в обзоре поэзии Морриса в «Вестминстерском обозрении» (октябрь 1868 года). Часть этого обзора стала заключением к его влиятельнейшим «Очеркам истории Ренессанса» (1873) — ключевой работе британского эстетизма.
Концепция Эстетизма была принесена в Великобританию из Франции в 1860-е годы Фредериком Лейтоном, Алджерноном Суинберном и Джеймсом Уистлером. Она распространилась в кругу тесно связанных между собой художников, поэтов и критиков, центром которого были Уистлер и Данте Габриэль Россетти; в 1860-е годы эта концепция казалась скандальной и авангардистской. Те, кто поддерживал принцип «искусства для искусства», считали, что художественные качества произведения искусства заключены в его формальной организации, а не в сюжете. Поэтому «эстетическая» живопись была скорее декоративной благодаря композиции и гармонии цветов и — часто — благодаря изображению богато орнаментированных поверхностей и предметов роскоши.
«Экзотика», ассоциировавшаяся с «искусством для искусства», вышла из моды к концу XIX века, но эстетизм повлиял на развитие формальной школы искусствознания XX века и способствовал широкому признанию идеи автономности искусства. В частности, идею искусства для искусства (l’arte per l’arte) отстаивал Бенедетто Кроче.

## Art for art (течение в современном искусстве)
«Искусство ради искусства» (ориг. англ. Art for art) — одно из новых течений в современном искусстве, которое объединяет художников из Европы и Америки, работающих в разных стилях и техниках, но придерживающихся сходной идеологии, в основе которой полагается идея ценности предмета искусства как акта творения и самовыражения. Приверженцы этого движения рассматривают произведение искусства как независимый от личности его создателя самодостаточный продукт творчества и отрицают влияние социальной значимости имени автора произведения на его ценность. Исходя из этого, движение основывается на принципе анонимности. Художники скрывают свои настоящие имена и персональные данные под псевдонимами, так что судить о них можно только по предметам их творчества. Это связывается с сознательным отказом от элитарности искусства и возвращению к его декоративно-эстетической функции.
«Официально» термин «Art For Art», обозначающий данное объединение независимых художников, был введён в 2016 году как название выставки современного искусства в Монако, хотя само движение возникло гораздо раньше.
Художники, относящие себя к данному движению: Гарри Карлсон (Harry Carlson), Джон Атвуд (John Atwood), Берта Делизи (Bertha Delisi), Элис Циммерман (Alice Zimermann), Патрик Дюшан (Patrick Duchamp) и др.
Направление связано с такими течениями, как en:Urban art, Стрит Арт, Видео-арт, Перформанс, Видеоигровое искусство и др.
Выставка собрания художников этого направления, принадлежащего Gallery Cart Art Foundation, прошла в Москве 21-28 октября 2018 года и привлекла большое внимание светской публики и прессы (о ней писали в таких журналах и газетах, как Cosmopolitan, Art Newspaper Russia, OK magazine, Glamour, Большая Москва, Ревизор.ru, The Village, World Podium, The World, Design Chat, The Vander lust etc.).
Выставки:
- Монако, 2016
- Брюссель, BFAF[18], 2017
- Люксембург, ART3F[19], 2017
- Москва, RA&AF[20], 2018[8][21]